# Hans-Jürgen Stutzer
Hans-Jürgen Stutzer (* 25. Januar 1926 in Berlin; † 20. Juni 2007) war ein deutscher Verwaltungsbeamter und Politiker (CDU).

## Leben und Beruf
Nach dem Abitur in Berlin wurde Stutzer zur Wehrmacht eingezogen und nahm als Soldat am Zweiten Weltkrieg teil. Bei Kriegsende geriet er in sowjetische Gefangenschaft, aus der er später entlassen wurde. Anschließend schlug er eine Laufbahn im Verwaltungsdienst ein und war mit kurzer Unterbrechung in der schleswig-holsteinischen Arbeitsverwaltung tätig. Als Diplom-Verwaltungswirt (FH) arbeitete er seit 1960 beim Arbeitsamt in Rendsburg, wo er zuletzt zum Amtsrat befördert wurde.

## Partei
Stutzer trat 1972 in die CDU ein und war von 1980 bis 1990 stellvertretender Landesvorsitzender der Christlich-Demokratischen Arbeitnehmerschaft (CDA) Schleswig-Holstein.

## Abgeordneter
Stutzer gehörte von 1976 bis 1987 dem Deutschen Bundestag an. Er war stets über die Landesliste Schleswig-Holstein ins Parlament eingezogen.

## Ehrungen
- 1986: Verdienstkreuz 1. Klasse der Bundesrepublik Deutschland

| Personendaten    | Personendaten                                         |
| ---------------- | ----------------------------------------------------- |
| NAME             | Stutzer, Hans-Jürgen                                  |
| KURZBESCHREIBUNG | deutscher Verwaltungsbeamter und Politiker (CDU), MdB |
| GEBURTSDATUM     | 25. Januar 1926                                       |
| GEBURTSORT       | Berlin                                                |
| STERBEDATUM      | 20. Juni 2007                                         |